# Opatrum riparium
Opatrum riparium ist ein Käfer aus der artenreichen Familie der Schwarzkäfer (Tenebrionidae), der Unterfamilie Tenebrioninae und dem Tribus der Opatrini. Die Gattung Opatrum kommt weltweit in knapp siebzig Arten vor. In Europa ist die Gattung mit zwanzig Arten mit meist kleinem Verbreitungsgebiet vertreten.

## Bemerkung zum Namen
Der Käfer wird erstmals 1865 von Scriba in Abgrenzung zu dem verbreiteten Gemeinen Staubkäfer (Opatrum sabulosum) kurz beschrieben, in den beiden Folgejahren veröffentlicht Gerhardt zwei ausführliche Beschreibungen. Scriba gibt an, dass der Käfer bereits von Klingelhöfer als Opatrum riparium benannt wurde. Klingelhöfer fand den Käfer im Rheingenist, also im vom Rhein am Ufer angeschwemmten Pflanzenmaterial. Dies erklärt den Namen riparius von lat. ripārius, am Ufer, rīpa, lebend.
Die Gattung Opátrum wurde 1775 von Fabricius aufgestellt und als 23. Gattung hinter die Gattung Silpha gesetzt. Der Name Opatrum ist ohne Bedeutung.

## Eigenschaften des Käfers
| | | |
| Abb. 1: Linke Flügeldecke, rot: Teil des fünften Flügel- deckenintervalls, grün: Tuberkel am 5. Flügeldeckenintervall                                                     | | |
| | | |
| Abb. 2: Halsschild, dunkle Spiegel- flecken erst bei größerer Auflö- sung gut erkennbar                                                                                   | Abb. 3: linke Vorderschie- ne Aufsicht, links O. ripa- rium, rechts O. sabulosum                                                                                         | Abb. 3: linke Vorderschie- ne Aufsicht, links O. ripa- rium, rechts O. sabulosum                   |
| | | |
| Abb. 4: Kopf Aufsicht, z. T. gefärbt grün: linker Kiefertaster gelb: Oberlippe, linke Hälfte rot: Kopfschild, linke Hälfte blau: linkes Auge, oberer Teil                 | Abb. 5: Kopf seitlich blau: Auge braun: Basisglieder Fühler grau: Kiefertaster Pfeil: Quereindruck                                                                       | Abb. 5: Kopf seitlich blau: Auge braun: Basisglieder Fühler grau: Kiefertaster Pfeil: Quereindruck |
| | Abb. 6: Kopf von untenh blau: Unterteil linkes Auge grau: linker Kiefertaster rot: Kinn gelb: Unterkieferbasis links dunkelgrün: Unterlippe hellgrün: Lippentaster links | |
| | | |
| Abb. 7: Antenne von unten, 3. Antennenglied gleich lang wie 4. + 5. zusammen                                                                                              | | |
| Abb. 8: Ausschnitt Bauchsegmente, links riparium, rechts sa- bulosum, weiß 1,2,3: 1. bis 3. Abdominalsternit, weiße Pfeilspitze auf Gelenkhaut zwischen 3. und 4. Segment | | |

Der etwa sieben Millimeter große Käfer ist schwarz, aber meist stark verschmutzt und deswegen überwiegend grau bis bräunlich erscheinend. Der Käfer ist quer ziemlich gewölbt (stärker als die Arten der ähnlichen Gattung Gonocephalum) und knapp doppelt so lang wie breit.
Der Kopf ist breiter als lang und über den vorstehenden Wangen am breitesten. Die Mundwerkzeuge zeigen nach vorn. Der Kopfschild (in Abb. 4 hälftig rot getönt) ist durch einen Quereindruck von der Stirn abgesetzt (schwarze Pfeilspitze in Abb. 5). Er ist vorn rundlich bis dreieckig ausgeschnitten, der Einschnitt reicht aber nicht bis an den Seitenrand des Kopfschilds und ist stumpfwinkliger ausgebildet als bei Opatrum sabulosum. Die elfgliedrigen Fühler (Abb. 7) sind perlschnurartig und werden zur Spitze hin dicker. Ihre Wurzel ist durch eine aufgebogene Erweiterung der Wangen nach oben verdeckt. Die Fühler reichen über die Mitte des Halsschildes und sind damit relativ lang. Das dritte Fühlerglied ist so lang wie das vierte und fünfte gemeinsam (und nicht kürzer). Die Augen (in Abb. 4, 5 und 6 blau) sind fast zweigeteilt. Das Kinn (in Abb. 6 rot) füllt wie bei vielen Schwarzkäfern den Kehlausschnitt nicht aus, seitlich davon bleibt ein breiter Schlitz ausgebildet, der die Wurzel der Kiefertaster (in Abb. 6 gelb) frei lässt. Auch Unterlippe (in Abb. 6 dunkelgrün) und Lippentaster (in Abb. 6 hellgrün) liegen frei. Die Kiefertaster sind viergliedrig mit einem sehr dicken, schräg abgestutzten Endglied. Die Lippentaster sind dreigliedrig mit einem kurz eiförmigen Endglied. Die kurzen, kräftigen Oberkiefer enden in einer zweizähnigen Spitze.
Der Halsschild (Abb. 2) ist kaum breiter als die Flügeldecken an den Schultern. Nach vorn verengt er sich bis zur Mitte nicht, davor ist er konvex gerundet. Er ist nicht gleichmäßig gekörnt, sondern hat drei glatte Flecken (Spiegelflecken). Die beiden vorderen Flecken liegen symmetrisch zu einer etwas erhabenen und glatten längs verlaufenden Mittellinie im vorderen Drittel des Halsschilds. Nahe der Basis verbreitert sich die Mittellinie zu einem dritten Fleck. Dieser ist kleiner als die vorderen Flecke und häufig längs geteilt. Die Basis des Halsschilds ist beidseitig mäßig stark ausgebuchtet. Die tiefste Stelle der Ausbuchtung liegt dem 5. Flügeldeckenintervall (Lage in Abb. 1 rot markiert) gegenüber. Die Seitenränder des Halsschilds sind besonders an den Vorderecken aufgebogen, vor den Seitenrändern ist der Halsschild in einem schmalen Bereich verflacht. Der Vorderrand des Halsschilds ist konkav.
Das Schildchen ist bei Opatrum riparium schwächer und weniger dicht punktiert. Es ist weitgehend unbehaart und dadurch glänzender als das Schildchen bei Opatrum sabulosum.
Die Flügeldecken (Abb. 1) sind in der Mitte kaum verbreitert und enden gemeinsam rund abgeschlossen. Sie sind extrem kurz behaart. Die Flügeldeckennaht und die ungeraden Zwischenräume der Flügeldecken (der 5. in Abb. 1 rot angedeutet) sind rippenähnlich erhaben. Die Rippen glänzen nahe der Naht deutlich, nach außen werden sie zunehmend matter. Neben den rippenförmig erhöhten Intervallen liegen beidseitig je eine Reihe von Tuberkeln (in Abb. 1 eine einzelne Tuberkel grün getönt). Die Tuberkel sind ovaler und weniger rund, sowie pro Reihe deutlich weniger zahlreich als bei Opatrum sabulosum, häufig nur sechs bis sieben. Sie können mit den Rippen verschmelzen oder sie auch überbrücken, so dass die Rippen zickzackförmig wirken. Dazwischen sind die Flügeldecken gleichmäßig fein gekörnt. Der untergeschlagene Teil der Flügeldecken bildet unechte Epipleuren, die im Schulterwinkel enden.
Die Vorderschienen verbreitern sich zu den Tarsen hin, die Außenecke ist zu einem Enddorn ausgezogen (schwarzer Pfeil in Abb. 3 links). Dieser ist deutlich kräftiger entwickelt als bei Opatrum sabulosum (Abb. 3 rechts), bei dem die Erweiterung eine dreieckige Form bildet. Die Schienen des mittleren Beinpaars sind zur Spitze hin beiderseits schwach erweitert, die Innenspitze bei Männchen deutlich stärker erweitert als beim Weibchen. Die Tarsen der hinteren Beine sind viergliedrig, die der anderen fünfgliedrig. Die Tarsen sind stachlig beborstet. Die Vordertarsen sind beim Männchen im Vergleich zu den Weibchen nicht erweitert und unten nicht bebürstet.
Unterseits ist die Vorderbrust hinter den Vorderhüften weniger deutlich verbreitert als bei Opatrum sabulosum.
Zwischen dem dritten und vierten Abdominalsegment (auch zwischen dem vierten und fünften Segment) ist ein Höhenunterschied ausgebildet, der durch eine glänzende Gelenkhaut überbrückt wird (weißer Pfeil in Abb. 8 links). Auf der Unterseite sind die ersten drei Bauchsegmente (Abdominalsternite) unregelmäßig fein längs gerunzelt (Abb. 8 links). Die Runzeln verlaufen relativ lang und reichen gelegentlich vom Vorder- bis zum Hinterrand des Segments, während sie bei Opatrum nebulosum deutlich kürzer sind (Abb. 8 rechts). Beim Männchen werden die ersten beiden Bauchsegmente mittig von einem seichten Längseindruck durchzogen. Dieser vermindert die Gefahr, dass die Männchen beim Aufreiten auf die Weibchen seitlich abrutschen.

## Biologie
Man findet den Käfer an sandigen Ufern großer Flüsse, auch auf ufernahen sandigen Wiesen und Feldern sowie an trockenen Moorstellen. Sie sind dort unter Steinen, an Angespültem, zwischen dem Gras und häufig an frisch aufgeworfenen Maulwurfshaufen zu finden.

## Verbreitung
Die Art ist nur aus Mitteleuropa (Dänemark, Deutschland, Österreich, Tschechien) und Teilen Nordeuropas (Norwegen, Schweden, Finnland, Estland, Litauen) und Osteuropas (Ungarn, Polen, Slowakei, Nordwestrussland) bekannt. Der Käfer wird auch aus Frankreich (Elsass) gemeldet.